# Лонг Ан (провинция)
Лонг Ан (на виетнамски: Long An) е виетнамска провинция разположена в регион Донг Банг Сонг Ку Лонг. На североизток граничи с управляваната на централно равнище провинция Хошимин, на северозапад с провинция Тай Нин, на юг с Донг Тхап, на запад с Камбоджа, а на изток с Тиен Жианг. Населението е 1 496 800 жители (по приблизителна оценка за юли 2017 г.).

## Административно деление
Провинция Лонг Ан се състои от един самостоятелен град-административен център Тан Ан и тринадесет окръга:
- Бен Лук
- Кан Дуок
- Кан Жиок
- Тяу Тхан
- Дук Хоа
- Дук Хюе
- Мок Хоа
- Тан Хунг
- Тан Тхан
- Тан Чу
- Тхан Хоа
- Тхуа Тхоа
- Вин Хунг